# System Crasher
System Crasher (en alemán: Systemsprenger) es una película dramática alemana de 2019 dirigida por Nora Fingscheidt.

## Trama
Bernadette, de nueve años, conocida como “Benni”, es considerada agresiva y descarriada. Si alguien, excepto su madre, le toca la cara, ella lo ataca, como consecuencia de un trauma infantil en el que, según la trabajadora social, le presionaron pañales en la cara; esto hace que otros niños la provoquen y desencadenen sus estallidos de ira. Ha sido suspendida repetidamente de su escuela especial y ninguna familia de acogida o grupo residencial puede tolerarla por mucho tiempo. Como una de las llamadas “Systemsprenger”,  parece probable que caiga fuera del marco del sistema alemán de apoyo a niños y jóvenes. Benni simplemente anhela volver a vivir con su madre. Sin embargo, ella también resulta demasiado para Bianca, que le teme.  Bianca también es madre de dos niños pequeños más y vive con el abusivo Jens, de quien no puede separarse. En una escena, Benni se escapa y hace autoestop hasta casa para encontrar a sus hermanos pequeños solos, sin supervisión y viendo películas de terror. Demostrando que puede ser cariñosa, cambia a un canal infantil en contra de los deseos de su hermano y prepara algo de comida. Cuando su madre regresa con su actual pareja, a quien desde hace algún tiempo quería dejar, Benni al principio se alegra mucho de verla, pero luego explota y con un jarrón ataca primero a Jens y luego a su madre, quien llama a la policía. Jens golpea a Benni y la encierra en un armario hasta que llegan los agentes.
En otro esfuerzo por apoyarla, la dedicada Bafané, que ofrece servicios para jóvenes, contrata a un entrenador de manejo de la ira para Benni. Michael Heller, un fanático del boxeo que ha trabajado con delincuentes masculinos, se compromete para acompañarla a la escuela. Después de más arrebatos violentos, por sugerencia propia, la lleva a un albergue en el bosque donde anteriormente había llevado a los jóvenes delincuentes. Esto puede ser exagerar la “educación al aire libre”, pero Benni lo acompaña y él puede interactuar con ella. Benni lo ve como una figura paterna, y en un momento incluso lo llama “papá”, lo que Micha no permitirá, para no perder su distancia profesional.
Al final de la visita, Benni se aferra a Micha y quiere quedarse con él. Micha, sin embargo, tiene su propia familia y le gustaría abandonar el caso, pero Bafané lo convence de continuar, ya que hay muy poca gente del lado de Benni.
La madre de Benni les dice a ella y a los trabajadores sociales que ha dejado a su compañero beligerante para siempre y que se llevará a Benni de regreso a casa, pero cuando llega a una de las pocas reuniones del caso a las que realmente asiste, incumple su palabra y luego simplemente se escapa de la reunión. Bafané llora cuando tiene que contarle a Benni otra decepción, y ahora la niña consuela a la adulta. La colocación con una madre adoptiva anterior también fracasa cuando Benni en un ataque de ira hiere gravemente a un niño adoptivo que ya se encontraba allí.
Como medida a corto plazo, Benni es devuelta al alojamiento de emergencia donde había estado anteriormente. No hay internados especializados para niños tan pequeños como Benni y se sugiere como último recurso una estancia en el extranjero, en Kenia. Benni huye con Micha y su familia, quienes están dispuestos a dejarla quedarse una noche. Por la mañana, mientras los padres aún duermen, Benni entra a su habitación y levanta al bebé de su cuna, lo lleva abajo y con cuidado le da el desayuno. Cuando el bebé, sin saberlo, toca la cara de Benni, ella no pone ninguna objeción. Al despertar y llegar a la cocina, Elli, la madre del bebé, intenta llevárselo de vuelta y Benni se vuelve agresiva. Ella se niega a dejar ir al bebé y se encierra en el baño. Micha abre la puerta, pero Benni ha huido por la ventana, dejando al bebé ileso. Corre en calcetines y ropa de dormir hacia el bosque cercano, donde se desploma en sueños confusos. Horas más tarde la encuentran hipotérmica y la llevan al hospital.
La van a enviar a Kenia, pero en el aeropuerto se escapa del control de seguridad. La última toma de la película es de Benni saltando en el aire, sonriendo. El marco se congela y luego se agrieta como cristal roto.

## Elenco
- Helena Zengel como Bernadette (Benni)
- Albrecht Schuch como Michael Heller
- Gabriela Maria Schmeide como Frau Bafané
- Lisa Hagmeister como Bianca Klaaß
- Melanie Straub como la Dra. Schönemann
- Victoria Trauttmansdorff como la madre adoptiva Silvia
- Maryam Zaree: Elli Heller, esposa de Micha

## Producción
System Crasher es el primer largometraje de ficción de Nora Fingscheidt como directora. Este tema le llamó la atención por primera vez durante el rodaje del documental Das Haus neben den Gleisen (2014) con Simone Gaul, que describe la vida en un refugio para mujeres sin hogar en Stuttgart. Entre las mujeres que conoció Fingsheidt se encontraba una chica de catorce años que, como Systemsprenger, ya no era aceptada en ninguna institución del servicio de bienestar juvenil. 
Fingscheidt escribió el guion después de cinco años de investigación  durante los cuales vivió o trabajó en grupos residenciales, en una escuela de apoyo educativo, en un centro de alojamiento de emergencia y en una unidad de psiquiatría infantil. Habló con el personal de instituciones y agencias, así como con psicólogos infantiles y juveniles.  Fingscheidt dice que hizo System Crasher para crear conciencia sobre niños gravemente traumatizados como Benni.  Fue una decisión consciente elegir como figura central a una niña de nueve años sin antecedentes migratorios y antes del inicio de la pubertad, a pesar de que la mayoría de los infractores del sistema son niños. Fue para que ella “pudiera mantenerse alejada de clichés y categorizaciones precipitadas” como la rebelión pubescente de un chico de catorce años e imputaciones similares de género o etnia.  Hacer un documental sobre los Systemsprenger nunca fue una opción para Fingscheidt: “Quería crear una experiencia cinematográfica audiovisual salvaje y llena de energía que no pretendiera ser un registro de la realidad. La realidad es mucho peor”. 
Para el papel principal fue elegida la actriz infantil berlinesa Helena Zengel. De las aproximadamente 150 chicas que Fingscheidt consideró, Zengel estuvo en la lista de diez desde el principio: el cineasta volvía una y otra vez a ella. Según Fingscheidt, ella era la única niña que podía retratar la agresión junto con la angustia: “Nunca hubo nada simplemente mimado o descarado; siempre estuvo combinado con fragilidad y vulnerabilidad”.
Mientras preparaba System Crasher, la madre de Zengel leyó el guion con su hija y seis meses antes de comenzar el rodaje, Fingscheidt comenzó a trabajar con la niña para garantizar la compatibilidad en el casting incluso de los papeles secundarios más pequeños. Durante el rodaje, se ensayaron líneas y escenas con Zengel con un día de antelación. 
El rodaje se realizó en coproducción con Kleinen Fernsehspiel de ZDF en Hamburgo, Brezal de Luneburgo y Berlín. La producción de Weydemann Bros. GmbH, Kineo Filmproduktion y Oma Inge Film se rodó del 7 de noviembre de 2017 al 27 de marzo de 2018.  

## Recepción
El guion todavía no filmado de Fingscheidt recibió el premio Kompagnon-Förder en el programa Berlinale Talents en el Festival Internacional de Cine de Berlín 2017. El jurado, presidido por Feo Aladag, Sigrid Hoerner y Johannes Naber, elogió el guion como un “comentario de pesadilla, sensible y meticulosamente investigado sobre el sistema pedagógico [alemán] y un alegato humanista y conmovedor a favor de lo 'difícil', lo inconformista, lo presunto disfuncional” 
En su estreno, System Crasher recibió dos estrellas de cuatro posibles en el barómetro de la crítica internacional Screen International, alcanzando así el puesto 11 entre las 16 candidaturas de la Berlinale, mientras que Historia de tres hermanas de Emin Alper y Sinónimos de Nadav Lapid (3 estrellas cada uno) encabezaron la lista. 
Oliver Kaever (Spiegel Online) describió en una breve reseña System Crasher como “lo opuesto a una película familiar” y elogió las actuaciones de los actores como “magníficas”, especialmente la protagonista femenina Helena Zengel. Según Kaever, “ System Crasher es una típica película debut: abundante en la elección de recursos cinematográficos, dramatúrgicamente serpenteante y demasiado larga, pero su energía cruda y sin pulir animó la fase inicial bastante aburrida de la competición de la Berlinale”. 
Verena Lueken (Frankfurter Allgemeine Zeitung) también elogió a Zengel y describió la película como “una sorpresa”: Fingscheidt no había hecho un drama social sino un “cine corporal”, y también destacó la eficaz banda sonora.  En su reseña del final de la Berlinale, Wenke Husmann (Zeit Online) calificó la película junto con Ich war zuhause, aber… de Angela Schanelec como “sobresaliente”. 

## Premios
System Crasher fue seleccionado para competir por el Oso de Oro en el 69.º Festival Internacional de Cine de Berlín.  Ganó el premio Alfred Bauer en el festival.  Fue seleccionada como la entrada alemana a la mejor película pnternacional en la 92.ª edición de los Premios Óscar, pero no fue nominada.  La película recibió 3 nominaciones a la 32.ª edición de los Premios del Cine Europeo, incluidas mejor película, mejor actriz y premio universitario. 
System Crasher ganó ocho premios del Deutscher Filmpreis en 2020: mejor largometraje de ficción (Peter Hartwig, Jonas Weydemann, Jakob D. Weydemann), mejor director y mejor guion (Nora Fingscheidt), mejor actriz (Helena Zengel), mejor actor (Albrecht Schuch), mejor actriz de reparto (Gabriela Maria Schmeide), mejor montaje (Stephan Bechinger & Julia Kovalenko), mejor diseño de sonido (Corinna Zink, Jonathan Schorr, Dominik Leube, Oscar Stiebitz, Gregor Bonse). 